# Comuna Cerce, Kamin-Kașîrskîi
Cerce (în ucraineană Черче) este o comună în raionul Kamin-Kașîrskîi, regiunea Volînia, Ucraina, formată din satele Cerce (reședința), Ostrivok și Pidborocicea.

## Demografie
Componența lingvistică a satului Cerce
     Ucraineană (99,74%)
     Alte limbi (0,26%)
Conform recensământului din 2001, majoritatea populației satului Cerce era vorbitoare de ucraineană (99,74%), existând în minoritate și vorbitori de alte limbi.